# 9月16日 (旧暦)
旧暦9月16日は、旧暦9月の16日目である。六曜は赤口である。

## できごと
- 崇神天皇12年（ユリウス暦紀元前86年10月12日） - 朝廷が初の人口戸口調査を行う
- 正暦2年（ユリウス暦991年10月26日） - 一条天皇が皇太后・詮子に東三条院の号を宣下。初の女院号
- 応徳3年（ユリウス暦1086年10月26日） - 藤原通俊が『後拾遺和歌集』を撰進

## 誕生日
- 安永8年（グレゴリオ暦1779年10月25日） - 市河米庵、書家（+ 1858年）
- 寛政5年（グレゴリオ暦1793年10月20日） - 渡辺崋山、蘭学者・画家（+ 1841年）
- 文化元年（グレゴリオ暦1804年10月19日） - 細川斉護、熊本藩主（+ 1860年）
- 安政2年（グレゴリオ暦1855年10月26日） - 小村壽太郎、外務大臣（+ 1911年）

## 忌日
- 永正2年（ユリウス暦1505年10月13日） - 武田信昌、武将（* 1447年）
- 天和2年（グレゴリオ暦1682年10月16日） - 山崎闇斎、神道家・垂加神道を創始（* 1619年）
- 宝永元年（グレゴリオ暦1704年10月14日） - 島津綱貴、島津氏第20代当主、薩摩藩の第3代藩主（* 1650年）